# Rupp-hegy
Le Rupp-hegy ([ˈɾup ˌhɛɟ]) est une des collines de Budapest située dans le 11e arrondissement, dans les collines de Buda. 